# Masterchef România (Sezonul 6)
Sezonul 6 al competiției de gătit MasterChef România a debutat pe canalul de televiune Pro TV pe data de 13 februarie 2017.

## Schimbări

### Personal
Încă din luna iunie 2016 au apărut incertitudini cu privire la componența juriului, când se vorbea despre înlocuirea lui Adrian Hădean. La jumătatea lunii august deja tot juriul show-ului culinar era incert. După Hădean și Patrizia, și situația lui Foa a devenit nesigură. Pe 30 august 2016, Pro TV a anunțat că Liviu Popescu, Samuel Le Torriellec și Răzvan Exarhu sunt noii jurați.

### Regulament
În acest sezon, clasicele audiții au fost înlocuite cu runda duelurilor.

### Top 24
| Concurent                | Vârsta | Locuință          | Ocupație                                | Status                  | Nr. câștiguri |
| ------------------------ | ------ | ----------------- | --------------------------------------- | ----------------------- | ------------- |
| Loredana Anghel          | 23     | București         | Studentă                                | Top 24                  | 0             |
| Atena Ars                | 23     | Timișoara         | Model                                   | Top 24                  | 0             |
| Sorin Bologa             | 27     | Craiova           | Administrator restaurant fast-food      | Top 24                  | 0             |
| Roxana Ciubotariu        | 26     | Iași              | Șomeră                                  | Top 24                  | 0             |
| Alexandru Cucu           | 22     | București         | Student                                 | Top 24                  | 0             |
| Ana Demian               | 24     | Republica Moldova | Studentă                                | Top 24                  | 2             |
| Dana Drăghici            | 43     | Timișoara         | Distribuitor cosmetice                  | Top 24                  | 1             |
| Valentin "Vali" Enache   | 26     | Constanța         | Administrator restaurant de autoservire | Top 24                  | 0             |
| Loredana "Lori" Hașu     | 40     | Paris, Franța     | Casnică                                 | Top 24                  | 1             |
| Alexandra Hîrtea         | 29     | Oradea            | Administrator firmă taxi                | Top 24                  | 0             |
| Luca Mantovani           | 45     | Ploiești          | Antreprenor                             | Top 24                  | 2             |
| Marieta Matache          | 30     | București         | Traducător                              | Top 24                  | 0             |
| Andrei Pelin             | 34     | București         | Operator introducere date               | Top 24                  | 1             |
| Robert Petrescu          | 32     | București         | Medic stomatolog                        | Top 24                  | 1             |
| Flavius Pop              | 29     | Cluj-Napoca       | Însoțitor de zbor                       | Top 24                  | 1             |
| Cristian Popescu         | 36     | Arad              | Casnic                                  | Top 24                  | 1             |
| Viorel Rizia             | 43     | Pitaru            | Fermier                                 | Top 24                  | 0             |
| Vlad Sârbu               | 25     | Iași              | Manager Hotel                           | Top 24                  | 1             |
| Marius Soroceanu         | 28     | Iași              | Antrenor de box                         | Top 24                  |               |
| Sonia Turdean            | 26     | București         | Studentă la arhitectură                 | Top 24                  | 1             |
| Raul Vasilioni           | 31     | Hunedoara         | Vopsitor auto                           | Top 24                  | 0             |
| Răzvan Vasiliu           | 46     | Wavre, Belgia     | Casnic                                  | Top 24                  | 1             |
| Adrian "Padrino" Popescu | 47     | Roma, Italia      | Sculptor în marmură                     | Eliminat (21 februarie) | 0             |
| Cristi Lungu             | 46     | București         | Pensionar                               | Eliminat (20 februarie) | 0             |

## Invitați speciali
- Sidia Sissoko - Proba de inventivitate (Episodul 3)
- Alex Hora - Proba de inventivitate (Episodul 3)
- Ciprian Ogarcă - Proba de inventivitate (Episodul 3)

## Tabelul eliminărilor
|    | Alexandra |        |  | ÎN      | NTP     | ÎN     | Ultim 3 |
|    | Ana       |        |  | ÎN      | NTP     | Căștig | Câștig  |
|    | Andrei    |        |  | ÎN      | Ultim 3 | ÎN     | Câștig  |
|    | Atena     |        |  | ÎN      | TP      | ÎN     | NTP     |
|    | Bologa    |        |  | ÎN      | TP      | ÎN     | TP      |
|    | Cristian  |        |  | ÎN      | NTP     | ÎN     | Câștig  |
|    | Cucu      |        |  | Ultim 3 | NTP     | Top 5  | NTP     |
|    | Dana      |        |  | ÎN      | NTP     | ÎN     | Câștig  |
|    | Flavius   | Căștig |  | ÎN      | NTP     | Top 5  | Câștig  |
|    | Lori      |        |  | ÎN      | NTP     | Top 5  | Câștig  |
|    | Loredana  |        |  | ÎN      | NTP     | ÎN     | TP      |
|    | Luca      |        |  | Căștig  | Imun    | ÎN     | Câștig  |
|    | Marius    | Căștig |  | ÎN      | NTP     | ÎN     | TP      |
|    | Marieta   |        |  | ÎN      | NTP     | ÎN     | Ultim 3 |
|    | Raul      |        |  | ÎN      | NTP     | ÎN     | NTP     |
|    | Răzvan    |        |  | ÎN      | NTP     | ÎN     | Câștig  |
|    | Robert    |        |  | Top 3   | TP      | ÎN     | Câștig  |
|    | Roxana    |        |  | ÎN      | NTP     | Top 5  | TP      |
|    | Sonia     |        |  | ÎN      | Ultim 3 | ÎN     | Câștig  |
|    | Vali      |        |  | Ultim 3 | NTP     | ÎN     | NTP     |
|    | Vlad      |        |  | ÎN      | NTP     | ÎN     | Câștig  |
|    | Viorel    |        |  | Ultim 3 | NTP     | ÎN     | NTP     |
| 23 | Padrino   |        |  | Top 3   | TP      | ÎN     | ELIM    |
| 24 | Cristi    |        |  | ÎN      | ELIM    |        |         |

Legendă

     (CÂȘTIGĂTOR) Concurentul a câștigat competiția.
     (LOCUL 2) Concurentul a terminat pe locul 2.
     (CÂȘ) Concurentul a câștigat proba cutiei misterelor, proba testului sub presiune sau proba individuală eliminatorie.
     (CÂȘ) Concurentul a fost în echipa câștigătoare a probei de teren sau a probei în echipă și a avansat direct în următoarea rundă.
     (TOP) Concurentul a fost în top într-o probă individuală, dar nu a câștigat.
     (ÎN) Concurentul nu a fost nici în top, nici ultimul într-o probă pe echipe.
     (ÎN) Concurentul nu a fost nici în top, nici ultimul într-o probă individuală.
     (IMM) Concurentul nu a trebuit să participate în acea proba, deci nu a putut fi eliminat.
     (IMM) Concurentul a fost ales de către câștigătorul unei probe de a nu participa într-o probă eliminatorie.
     (TP) Concurentul a fost în echipa pierzătoare a probei de teren sau a fost ales să participe la proba testului sub presiune, acesta a participat la testul sub presiune, dar a avansat mai departe în concurs.
     (TP) Concurentul a fost în echipa câștigătoare a probei de teren dar a fost ales de către șeful de echipă să participe la proba testului sub presiune, acesta a participat la testul sub presiune, dar a avansat mai departe în concurs.
     (NTP) Concurentul a fost salvat de la testul sub presiune.
     (NTP) Concurentul a fost în echipa pierzătoare într-o probă de teren sau concurentul a avansat într-o probă individuală, dar nu a participat la testul sub presiune.
     (ULT) Concurentul a fost ultimul la probă cu eliminare individulă sau în echipă, dar nu a/au fost ultimul/ultimii care a/au avansat în concurs.
     (ULT) Concurentul a fost ultimul într-o probă cu eliminare individuală sau în echipă și a/au fost ultimul/ultimii care a/au avansat.
     (ULT) Concurentul a fost ultimul într-o probă individuală fără eliminare.
     (ULT) Concurentul a fost ultiumul într-o probă de eliminare în echipă și a avansat în concurs.
     (RET) Concurentul a părăsit concursul din motive medicale.
     (ÎNT) Concurentul a fost eliminat anterior în competiție, dar a revenit în concurs.
     (ELIM) Concurentul a fost eliminat din MasterChef.